# Rio Ave F.C.
Rio Ave Futebol Clube, thường được gọi là Rio Ave [ˈʁi.u ˈavɨ], là một câu lạc bộ bóng đá Bồ Đào Nha có trụ sở tại Vila do Conde ở miền bắc Bồ Đào Nha. Câu lạc bộ được đặt tên theo sông Ave, chảy qua thị trấn và vào Đại Tây Dương.
Được thành lập vào năm 1939, Rio Ave hiện đang chơi ở Primeira Liga, giải bóng đá chuyên nghiệp hàng đầu của Bồ Đào Nha. Họ chơi các trận sân nhà tại sân vận động Rio Ave, còn được gọi là sân vận động Arcos. Được xây dựng vào năm 1985, sân vận động hiện tại có sức chứa khoảng 12.815 người và là một địa điểm đa thể thao, mặc dù nó được sử dụng chủ yếu cho các trận bóng đá của Rio Ave.

## Cầu thủ

### Đội hình hiện tại
Tính đến ngày 9/3/2024
Ghi chú: Quốc kỳ chỉ đội tuyển quốc gia được xác định rõ trong điều lệ tư cách FIFA. Các cầu thủ có thể giữ hơn một quốc tịch ngoài FIFA.
| Số | VT | Quốc gia   | Cầu thủ                                |
| -- | -- | ---------- | -------------------------------------- |
| 1  | TM | Brasil     | Lucas Flores                           |
| 2  | HV | Gruzia     | Jorge Karseladze                       |
| 3  | HV | Bồ Đào Nha | Miguel Nóbrega                         |
| 4  | HV | Brasil     | Patrick William                        |
| 5  | TV | Argentina  | Mateo Tanlongo (mượn từ Sporting CP)   |
| 7  | TV | Bồ Đào Nha | João Teixeira (mượn từ Al-Markhiya)    |
| 8  | TV | Bồ Đào Nha | Vítor Gomes (đội trưởng)               |
| 10 | TV | Pháp       | Amine Oudrhiri                         |
| 11 | TĐ | Bồ Đào Nha | Umaro Embaló (mượn từ Fortuna Sittard) |
| 12 | TM | Ba Lan     | Cezary Miszta (mượn từ Legia Warsaw)   |
| 14 | TV | Bồ Đào Nha | Joca                                   |
| 15 | TV | Bồ Đào Nha | Adrien Silva                           |
| 16 | HV | Brasil     | Sávio                                  |
| 17 | TĐ | Bồ Đào Nha | Ukra                                   |
| 18 | TM | Brasil     | Jhonatan                               |

| Số | VT | Quốc gia   | Cầu thủ                                       |
| -- | -- | ---------- | --------------------------------------------- |
| 19 | HV | Bồ Đào Nha | Ruca                                          |
| 20 | HV | Bồ Đào Nha | Costinha                                      |
| 21 | TV | Bồ Đào Nha | João Graça                                    |
| 22 | TĐ | Ghana      | Emmanuel Boateng                              |
| 23 | HV | Bồ Đào Nha | Josué Sá                                      |
| 24 | HV | Colombia   | Cristian Devenish (mượn từ Atlético Nacional) |
| 27 | TV | Hy Lạp     | Marios Vrousai (mượn từ Olympiacos)           |
| 28 | HV | Bồ Đào Nha | Hélder Sá                                     |
| 33 | HV | Brasil     | Aderllan Santos                               |
| 39 | TV | Hà Lan     | Amine Rehmi (mượn từ TOP Oss)                 |
| 42 | HV | Croatia    | Renato Pantalon                               |
| 70 | TĐ | Bồ Đào Nha | Zé Manuel                                     |
| 77 | TĐ | Bồ Đào Nha | Fábio Ronaldo                                 |
| 81 | TĐ | Ghana      | Abdul-Aziz Yakubu                             |
| 82 | TM | Brasil     | Magrão                                        |
| 95 | TĐ | Bồ Đào Nha | André Pereira                                 |